# 金村キンタロー
金村 キンタロー（かねむら キンタロー、1970年8月9日 - ）は、在日韓国人の元男性プロレスラー。本名、李 珩晧（リ・ヒョンホ）、通名：金村 珩皓（かねむら こうひろ））。身長・六尺三寸（約190cm、正式身長は178cm、体重・五十八貫（217.5kg、正式体重は115kg）。血液型B型。三重県津市出身。
以前は金村ゆきひろとしてファイトしていた。その当時のあだ名は「爆弾男」であった。
あだ名は「理不尽小僧」。恩師である冬木弘道のあだ名「理不尽大王」にちなんでいる。またファン（特にハッスルの観客たち）からは「キンちゃん」、黒田哲広からは「オヤジ」と呼ばれていた。
アパッチプロレス軍の興行で、リングアナウンサーの味方冬樹からコールされる際に「伊勢湾の暴れん坊、アイ・アム・プロレスラー」と紹介される（リングアナウンサーが味方以外の場合は、この紹介はされない）。

## 経歴

### デビュー
中学校時代に友人から見せられた世界オープンタッグ選手権のビデオでテリー・ファンクに魅せられ、プロレスラーを目指す。ラグビー部に所属していた高校時代、全日本プロレスの試合会場で入門を直訴したが、身長がないから無理と渕正信に不合格を言い渡されている。
高校卒業後、上京してアニマル浜口ジムへ入門。1年後にアニマル浜口から剛竜馬を紹介されて、パイオニア戦志の新弟子となる。1990年12月20日、パイオニア戦志の愛知・半田市民ホール大会での齋藤彰俊戦にてデビューした後、同団体が崩壊する前に退団。その後、剛竜馬とのトラブルを避けるために、青柳政司が主宰する空手道場の誠心会館所属扱いとなり、誠心会館の自主興行に参加。

### W★INGプロモーション
1991年8月7日、旗揚げされたW★INGプロモーションに参戦。W★INGでは、参戦していたミゲル・ペレス・ジュニアらに可愛がられ、メイン戦線に出るようになる。1992年5月5日にはザ・グラップラーを破り、デビュー1年4か月でPNWヘビー級王座を獲得した。5月7日の後楽園ホール大会における初防衛戦では、スーパー・インベーダーを相手に世界で初めてのテーブルクラッシュを敢行した。12月18日の福島大会では、ペレス・ジュニアからWWC認定カリビアンヘビー級王座を奪取し、1993年2月には戴冠したままプエルトリコなどへの初の海外遠征を行っている。
エースであった徳田光輝、齋藤彰俊、ミスター・ポーゴ、松永光弘らが次々と離脱する中、最後まで団体に留まり命知らずのデスマッチを展開し、エースと目されるようになる。1993年10月に行われたスクランブル・ファイヤーデスマッチでは、邪道、外道、非道に大火傷を負わされて、長期欠場となった。それだけでなく邪外にはいつも惨い虐めを受けていたようで、憲法がなかったらぶっ殺すとまでインタビューで語るほどその恨みは深い。（ただし、大火傷はあくまでアクシデントである）

### FMW
1994年3月13日の大会を最後にW★INGは活動を停止。5月23日にビクター・キニョネスが旗揚げしたIWAジャパンにフリーで参戦したものの、わずか4か月で離脱。その直後にFMWの札幌中島体育センター大会に乱入。ポーゴ、松永らとW★ING同盟を結成して、大仁田厚ら正規軍と争った。大仁田の引退後は、W★ING金村と改名。1997年に大仁田率いる「ZEN」に加入するも、すぐに離脱し、冬木弘道やミスター雁之助らとTNR（チーム・ノーリスペクト）を結成した。雁之助、邪道、外道、非道とは「ブリーフブラザーズ」としてブリーフ姿でリングに上がり、コントも披露し人気を博す。現在入場時にしている「ブリブラダンス」は、ここから始まった。

### WEW
2002年2月のFMW倒産後、金村は冬木と行動を共にし、WEWに参加しながら様々なプロレス団体に参戦。ある1年間で一番試合をしたレスラーになるほどである。
2002年7月のZERO-ONEの第2回火祭りAブロック公式戦での大谷晋二郎戦で、金村は開始ゴング前から場外で先制攻撃を行なうも、両者がリングインしてゴングが鳴った瞬間に大谷がバックを取りフルネルソンからドラゴン・スープレックスを決めてピンフォール勝ち。何と3秒で決着がつくというプロレス史上に残る最短試合記録をつくってしまい、翌日発行の東京スポーツ誌の一面を飾る。直後のWEW興業の前説で金村はその記事が掲載された東スポを持参し、その日の裏表紙が松坂慶子のヌードの記事だったので「同じ日に表紙になり幸せだと」冬木に語っていた。
2003年3月19日に冬木が亡くなった後、5月5日の川崎球場大会にて冬木の代わりとして橋本真也と電流爆破マッチを行った。

### 第1次アパッチプロレス軍
2004年8月30日、黒田哲広らと共に「アパッチプロレス軍」を旗揚げ。
2005年には長州力と対戦し敗れ、長州の軍門に下った。新日本プロレスにシリーズ参戦し、C.T.Uと過激な抗争を繰り広げメジャー系プロレスファンの憎悪を浴びていた。それにあたり、金村は「オレらみたいなチンピラ（リングに）上げている時点で新日本は終わりや!」、一部新聞のインタビューコーナーでインディーを批判した坂口征二新日本相談役に「アンタのリングで一番ヒートしているのはC.T.Uとアパッチの戦い。現場を見てから物言え。」などと新日本への批判を連発した。最終的にC.T.Uの抗争はアパッチプロレスのリングまでもつれ込み、4月14日のアパッチプロレス後楽園ホール大会で金村、黒田、非道vs邪道、外道、獣神サンダー・ライガーのストリートファイト6人タッグマッチで激突し、金村組が勝利することで幕を下ろした。
ハッスル出場時は、「HUSTLE 03」と書かれた赤い半そでのジャージを着て（ハッスル14から）入場し、ハッスルハードコアブラザーズとして、同じFMW出身で同世代の田中将斗、黒田と共に活躍している（このタッグは、ハッスルと大日本プロレスでしか見ることが出来ない、「激レア」モノと呼ばれている）。金村が出る試合では必ず金村の入場曲が流れて、その試合のタッグパートナーとブリブラダンスをする（大日本では、田中の登場曲になる場合もある。）。金村もハードコアを得意としているだけあって、高田モンスター軍には無類の強さを発揮するもチーム3Dとは何回か戦うが、未勝利であった。
2006年9月24日、冬木の創設したWEWヘビー級王座を懸けて真壁刀義と「ストリートファイト有刺鉄線バリケードマッドチェーンデスマッチ」で対戦するも敗北。11月18日に真壁に再挑戦するも、金村の完敗となった。
2007年4月のハッスルシリーズに金村似のマスクマンキンターマンが登場、黒田哲広似のクロダーマン、ケビン・ランデルマン似のランデルマンと組んで参戦し、モンスター軍に雇ってもらえるよう頼むも、あっさり拒否された。
2007年6月24日真壁を破りWEWヘビー王座を奪還するも、7月29日に開催された初防衛戦で矢野通に敗北しベルトを失っている。それからは怪我もあり、対新日本から一歩引き大日本では小幡優作のアシストに回る。

### 女性スタッフ強制猥褻事件
2008年1月20日、大日本プロレス（以下「BJW」）、DDTプロレスリング、KAIENTAI DOJOによる合同興行天下三分の計千葉Blue Field大会開催前に、BJW女性スタッフに対して強制猥褻行為があった。
女性スタッフはこれ以上被害者を増やさないように公式発表してほしいと懇願するも、BJW統括部長の登坂栄児が感情的な口調で被害者を威嚇し、「公表したら皆が損するんだよ？君がそんな交戦的な態度じゃ一緒に仕事出来ないよ」と泣き寝入りを強要し、隠蔽工作を謀る。
隠蔽工作に納得のいかない村上☆健リングアナがブログで告発しようとしたが、会社の意に沿わない行動をし混乱を招いた（＝隠蔽工作に協力しなかった）との理由で2月16日付でBJWへの無期限出入り禁止処分になる。
2008年2月17日、登坂がブログで一方的に終息を宣言、それを見た被害女性スタッフがBJW公式メルマガで暴露、警察へ届け出る意向を表明する。
2008年2月18日、被害女性を名乗るものが千葉県警千葉中央警察署に被害届けを提出したと村上ブログコメント欄で発表。しかし後に発表された和解の報道では被害届けが提出前であったと発表されていてこの内容と矛盾するため、真偽は不明である。
同日BJW横浜本社にて、登坂、並びに伊東竜二と"黒天使"沼澤邪鬼が記者会見。金村の（1月24日からの）無期限出場停止処分を発表。隠蔽工作について大日本側はあくまで話し合い合意の上の措置だったと発表するが、被害者発メルマガ&村上ブログの言い分とは大きく食い違う。
同席した佐々木貴より、アパッチプロレス軍の活動を2月22日新木場1stRING大会をもって無期限停止すると発表した。これに伴い、3月7日に予定していたアパッチ新木場大会の中止を同時に決定。
2008年2月19日、登坂が自身への処分として役員報酬三か月分100分の30を返納、現場責任者兼統括部長の職を2008年2月19日を以って解任することを公式リリースするも役員には残留、この処分はあくまでもメールマガジン運営の管理責任をとったという形の処分であり隠蔽工作への責任、謝罪などには一切触れていない。これとは別に、自らの申し出により、中継番組「大日大戦」の実況を2月26日放送分（2月16日広島産業会館大会）より降板。
2008年2月20日、金村、黒田哲広選手の同席にて謝罪会見。選手としての活動を無期限自粛、出場予定していた他団体への出場も全て辞退したことを発表。
2008年2月21日、村上がブログ上で先日BJWが発表した今回の事件の経緯についての矛盾点を指摘する。
2008年2月22日、アパッチプロレス軍新木場1stRING大会終了後、金村がアパッチプロレス軍を解雇になり、アパッチプロレス軍の運営会社の預かりとなる。
2008年2月27日、弁護士同席のもと登坂、伊東、村上の話し合いが行われ、ブログに掲載致したに内容に事実と異なった内容、思い違いで書いてしまった内容があり混乱を招いたとして村上のブログにてお詫びが掲載された。
2008年3月2日、桂スタジオ大会開始前、小鹿信也社長・登坂がリング上で謝罪すると共に、登坂の後任の現場責任者兼統括部長として、志賀悟（シャドウWX）の就任を発表。ただし、選手活動を優先させたいというWXの意向により、当面は代行という形を取る（その後、WXのデスマッチヘビー級王座獲得に伴い、退任。その後、登坂取締役が9月1日付けで再任）。
2008年3月11日、金村より2008年3月2日に被害者女性と金村の代理人笹原雄一、村上の三者で話合いが行われ、被害者女性と金村との和解が成立したことを報告する会見が行われた。（被害者女性の希望で話合いに金村は同席させず、村上のみが立ち会う。）和解の条件として、以下のことなどが記された示談書（和解文書）が作成された。
- 今後、金村が被害者女性と電話、メール含め一切の接触を行わない
- アパッチ関係者も同様に被害者女性に誹謗中傷等を含めたコミュニケーションをとらないこと
- 慰謝料、示談金の請求を行わないこと

2008年3月18日、村上がブログ上にて自身と被害者女性の近況を報告。被害者女性と金村の和解については圧力的なものはないこと。被害者女性がある人物への怒りは消えてないものの新しい職場で働き始めていること。BJWから被害者女性をケアする電話一本すらきていないが被害者女性自身が「2度と大日本プロレスとは関わりたくも無い」といっている以上仕方ないということ、BJWのリングアナウンサーの新土裕二と新人レスラーの石川晋也へのエールなどが書かれていたが次の日にその記事は削除された。
2008年3月27日、メビウス新宿FACE大会にて金村が復帰。
2008年4月、大仁田厚とロックアップでタッグ対戦が決定する。
6月16日、金村、黒田、田中で「インディペンデント・ハードコア・ブラザーズ」を結成。このチームを中心としたプロレス団体「XWF」の旗揚げを発表した。しかし、XWFは2009年5月の第2弾興業を最後に活動停止となる。

### 第2次アパッチプロレス軍
2010年頃はZERO1を中心とした活動をしていた。10月、アパッチプロレス軍復活を発表。
第2次アパッチでは負傷欠場が多いが、団体の層の薄さのため長期欠場が許されず完治せぬまま復帰しており、他団体参戦はあまり多くはない。
2014年6月18日、後楽園ホールで「冬木弘道13回忌メモリアル〜金村キンタロー25周年大会」を開催。オープニングマッチ前に矢口早苗がフットルースを歌唱した。
11月3日熊本にて大仁田厚とタッグを組み有刺鉄線電流デスマッチを行う。（11月東スポ記載）

### 引退
2015年11月15日、金村は橋本友彦とのWEWヘビー級選手権試合で敗北後来年中での引退を表明、2016年12月27日、後楽園ホールで開催された「金村キンタロー引退興行」で現役を引退した。試合には事件以降疎遠状態と言われていた、佐々木貴や葛西純、大日本プロレスの関本大介も参戦し引退を労った。
以降、足のケガが悪化して歩行では片杖をついている。また親友でもある火野裕士のジムでリハビリも行っている。時折、試合会場に登場しブリブラダンスを披露することもある。

## タイトル歴
WJプロレス
- 第2代WMGタッグ王座（パートナーはBADBOY非道）

全日本プロレス
- 第73代アジアタッグ王座（パートナーは黒田哲広）

FMW
- 第7代WEWシングル王座
- 第13代WEW6人タッグ王座（パートナーは冬木弘道&ミスター雁之助）
- 初代、第3代、第5代WEWハードコア王座
- 第8代WEWハードコアタッグ王座（パートナーは山川竜司）
- 初代インディペンデントワールド世界ヘビー級王座
- 第6代、第12代、第14代、第15代、第18代世界ブラスナックルタッグ王座

パートナーはミスター・ポーゴ→非道→大仁田厚→ミスター雁之助→冬木弘道。
- 第9代、第11代、第12代世界ストリートファイト6人タッグ王座

パートナーはミスター雁之助&邪道→冬木弘道&非道→冬木弘道&中川浩二。
W★INGプロモーション
- 第4代W★ING認定世界タッグ王座（パートナーは松永光弘）

DDTプロレスリング
- 第11代KO-D無差別級王座
- 第61代、第69代アイアンマンヘビーメタル級王座

大日本プロレス
- 第15代BJW認定デスマッチヘビー級王座

WEW
- 第2代WEW6人タッグ王座（パートナーはマッドマン・ポンド&2・タフ・トニー）
- 第2代、第10代、第23代WEWタッグ王座（パートナーはともに黒田哲広）
- 初代、第3代、第7代、第11代、第14代WEWヘビー級王座

その他
- PNWヘビー級王座
- WWCカリビアンヘビー級王座

## 入場曲
- 「バスチアンの飛行」（ネバーエンディング・ストーリーサウンドトラック） - W★INGプロモーション時代の初期に使用。
- 「デンジャー・ゾーン 」 - W★INGプロモーション時代の後期からFMW時代の初期に使用。曲が始まる前に「We Are W★ING!」の掛け声が挿入されている。
- 「COME OUT AND PLAY」（FMW Edit）
- オフスプリング 「COME OUT AND PLAY」 - 大一番の試合で使用。

## 得意技
巨体が生み出すパワーが武器で、試合運びは巧みでどのような型式の試合にも対応できる。特にハードコアマッチの経験は豊富で、場外乱闘や椅子、机を使用した攻撃も得意としていた。
爆YAMAスペシャル
ダイビングセントーンで、金村のフィニッシュ・ホールド。重量級のボディが降ってくる姿はフィニッシュ・ホールドの説得力十分である。
ヒューマントーチ
相手を担ぎ上げ、尻餅をつくような体勢で相手の後頭部をマットに叩きつける技。開脚式のサンダーファイヤーパワーボムで、井上京子のナイアガラドライバーに似ているが、相手を持ち上げた時の体勢が若干違っている。
サムソンクラッチ
金村の師匠の冬木弘道（サムソン冬木）の技。相手に背後からクラッチされた状態からクラッチを切り、尻餅をつくように後ろへ倒れ込みつつ相手の足首を掴み、前方回転し丸め込む。
椅子チャンバラ
それぞれにパイプ椅子を持ちチャンバラの如く打ち合うムーブ。